# Asquith (britische Nostalgie-Nutzfahrzeugmarke)

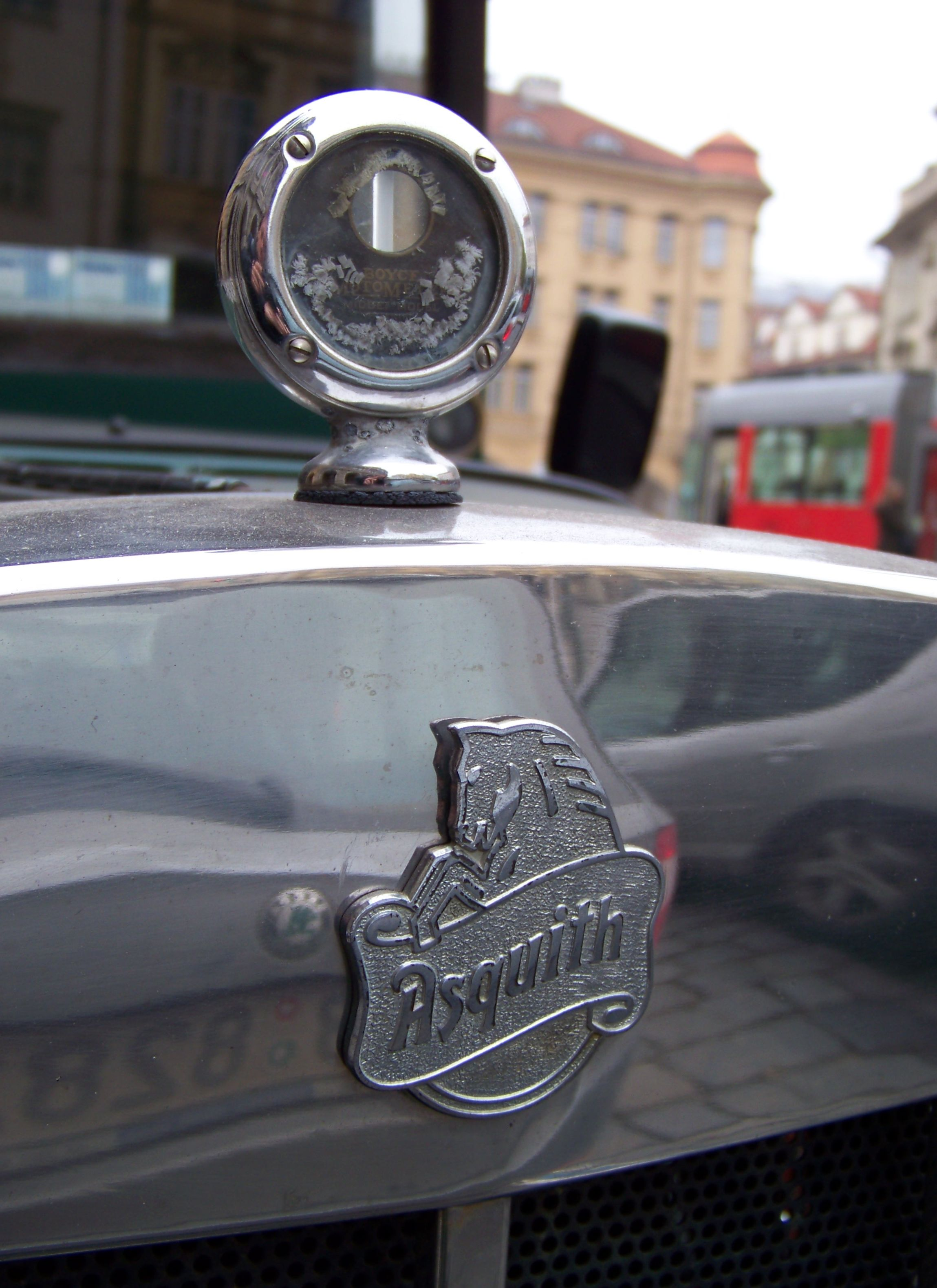
Fahrzeugfront mit Kühleremblem der Asquith Motor Company

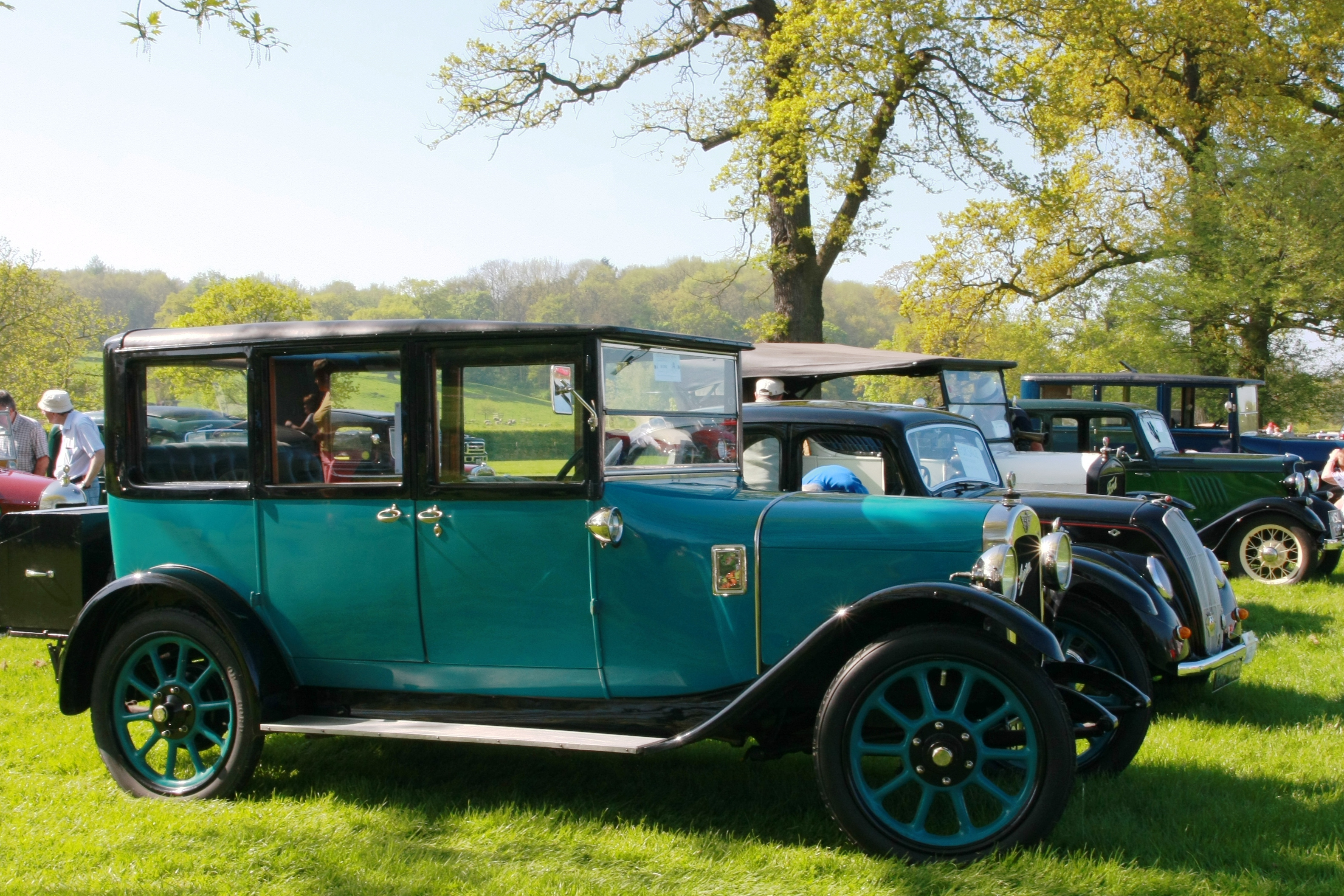
Ein Austin 12, historische Inspiration von Asquith-Modellen

Asquith ist eine britische Marke der Automobilindustrie. Seit 1981 werden insbesondere Nutzfahrzeuge im Nostalgiestil angeboten. Daran sind und waren mehrere Unternehmen beteiligt. Die Unternehmensgeschichte ist von mehrfachen Umwandlungen, Ortswechseln und Modellvariationen geprägt.

## Die Unternehmen
Das erste Unternehmen war Anglo Nordic Tractors Limited. Das älteste bekannte Datum im Handelsregister ist der 19. Oktober 1983. Es wurde am 16. November 1984 in The Asquith Motor Carriage Company Limited und am 15. September 1994 in Appointrate Limited umbenannt. Der Sitz war in Great Yeldham im Essex. Martyn Thomas Hunnable, Julian Scott Hunnable und Christopher William Hunnable waren ab dem 7. Januar 1994 Direktoren. Für die Zeit davor sind Edna Ann Hunnable-Schnieder, Richard Morrell Mills und Thomas Crispin Middleton Reed als Direktoren bzw. Sekretäre bekannt. Es gibt Hinweise darauf, dass das Unternehmen von 1989 bis 1992 sowie 2007 nur als Kleinbetrieb tätig war und ab 2008 ruhte. Am 22. Dezember 2020 wurde das Unternehmen aufgelöst.
Das zweite Unternehmen war Asquith Motor Carriage Company Limited in London. Es wurde am 17. Juni 1994 gegründet. Thomas Crispin Middleton Reed war ab 27. Juni 1994 Direktor, Ian Haddon ab 9. Februar 1996 und Jocelyn Charles Coad ab 8. Mai 1996. Als frühere Direktoren oder Sekretäre sind Stephen Joseph Fargnoli und Fenella Reed bekannt. Im Dezember 1998 kam es zur Liquidation. Eine Quelle meint, dass Asquith Motor Carriage Co Limited und Appointrate Limited vorherige Firmierungen gewesen seien.
Das dritte Unternehmen ist noch aktiv. Es wurde am 2. April 2002 als Letspark.com Limited gegründet und am 16. September 2003 in Asquith Motor Company Limited umbenannt. Der Sitz ist im Stadtteil Wimbledon von London. Direktoren sind Simon Rhodes seit dem 8. April 2002 sowie Begona Lorenzo seit dem 3. März 2003.
Ferner gab es Lizenznehmer in Polen und Spanien.

## Geschichte
Am Anfang stand die Idee, noch erhaltene Exemplare des Austin 12 Van zu restaurieren.  Eine zunehmende Anzahl an Bestellungen  führte zum Entschluss, das Modell unter eigenem Markennamen neu aufleben zu lassen. Das Unternehmen beschäftigte zeitweise 30 Arbeitnehmer und stellte bis 1997 jährlich etwa 100 Fahrzeuge her, die vorwiegend exportiert wurden. Steigende Herstellungs- und Entwicklungskosten sowie die Stornierung eines Großauftrags aus Japan führten dazu, dass Asquith Insolvenz anmelden musste. Das  Unternehmen wurde 1997 von Mike Edgar aufgekauft. Im folgenden Jahr kaufte schließlich Simon Rhodes alle Rechte auf und stattete in London eine Werkshalle zur weiteren Produktion aus. Der Asquith Shetland, wurde erneut als Modell herausgebracht und war das kleinste Modell des Herstellers. Die noch existierenden Fahrzeuge werden im 21. Jahrhundert gelegentlich bei Auktionen gehandelt.

## Modelle
Bis etwa 2002 basierten die Fahrzeuge hauptsächlich auf Fahrgestellen vom Ford Transit, später dienten Varianten des Iveco Daily als Basisfahrzeug. Es sind mehrere Baureihen mit folgenden Bezeichnungen bekannt:
- The Dales Pick-Up als Nachbau des Ford Modell A (1928–1931), basierend auf Ford Transit, 1,8 Liter[13]
- The Shetland Lieferwagen auf Basis des Reliant Fox, 0,85 Liter, 30 kW[14], später auf Ford-Basis gefertigt.
- The Blazer
- The Highland
- Asquith Shire Lieferwagen mit geschlossenem Kasten auf Ford sowie auf Iveco Daily, 85 kW Diesel, 3,5 Tonnen Ladekapazität.[15]
- Asquith Mascot Fahrzeug zur Personenbeförderung auf Ford sowie auf Iveco Daily, 85 kW Diesel, 3,5 Tonnen Ladekapazität.[16][17][14]
- Asquith Taxi Entwicklung ab 1996, Produktionsende wohl 1997,[10] es wurden rund 12 Fahrzeuge als Taxi gefertigt.[11]

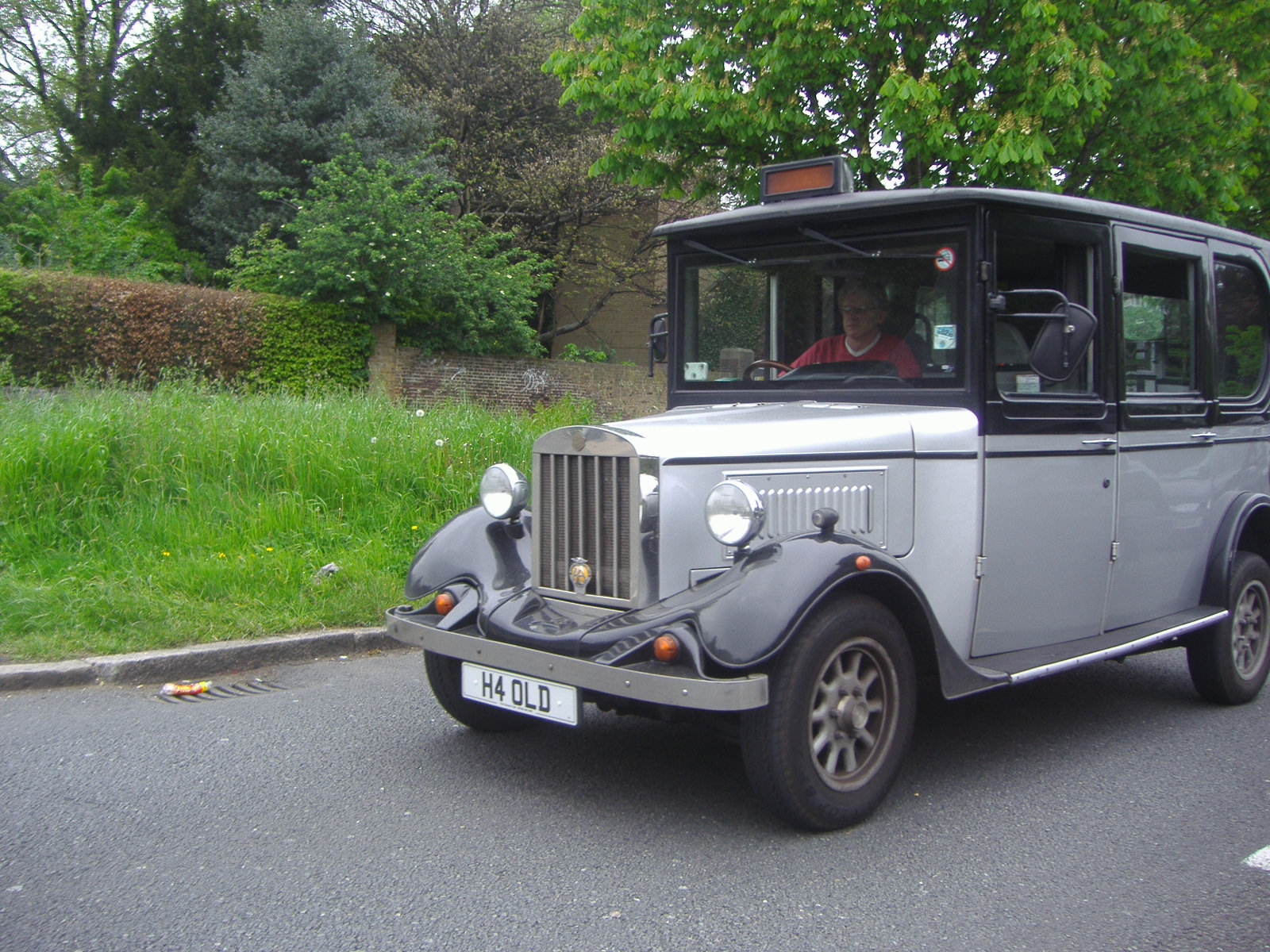
Asquith, London Taxi
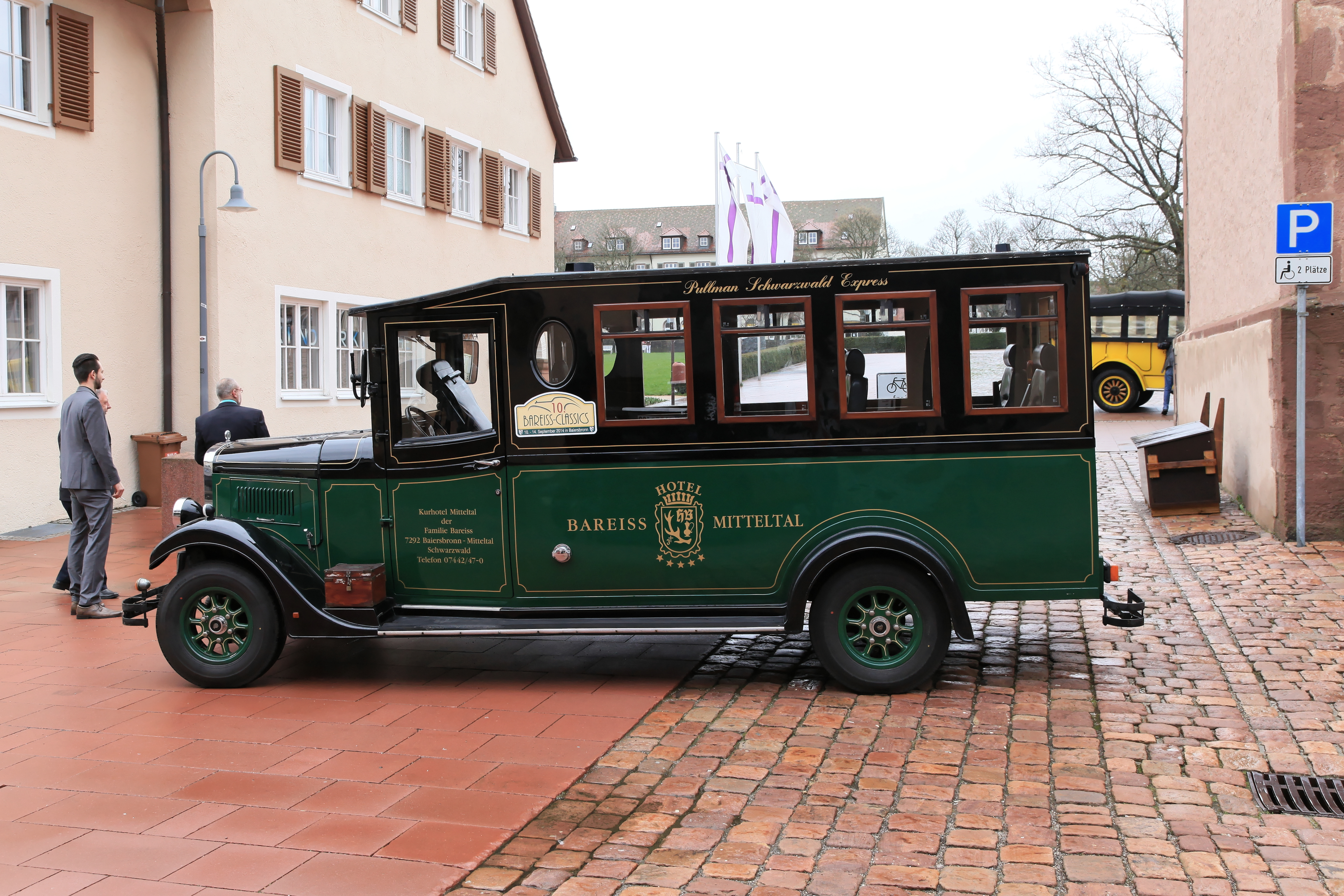
Asquith, Bus
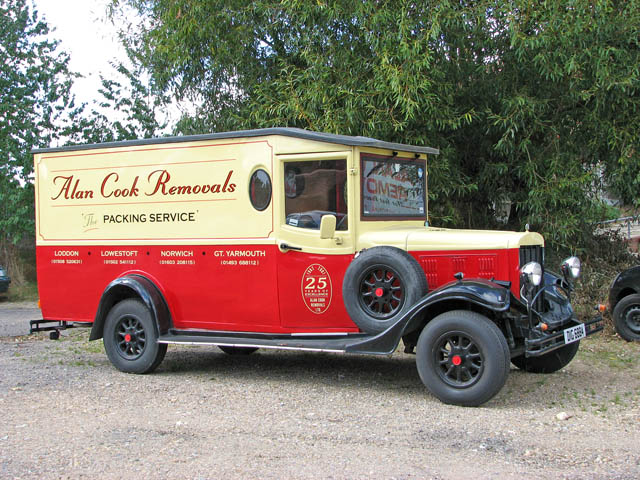
Asquith, Umzugswagen
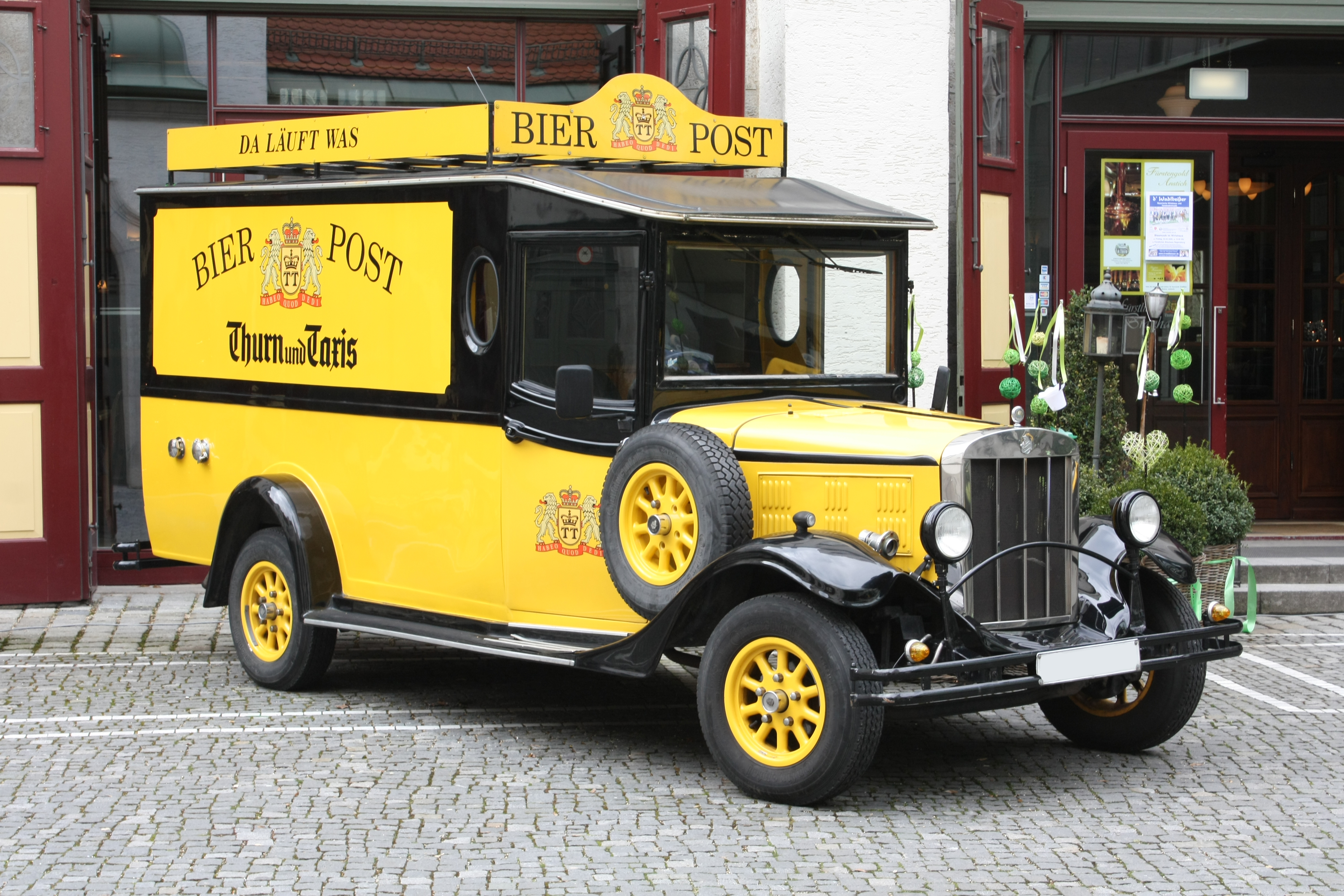
Asquith, Lieferwagen
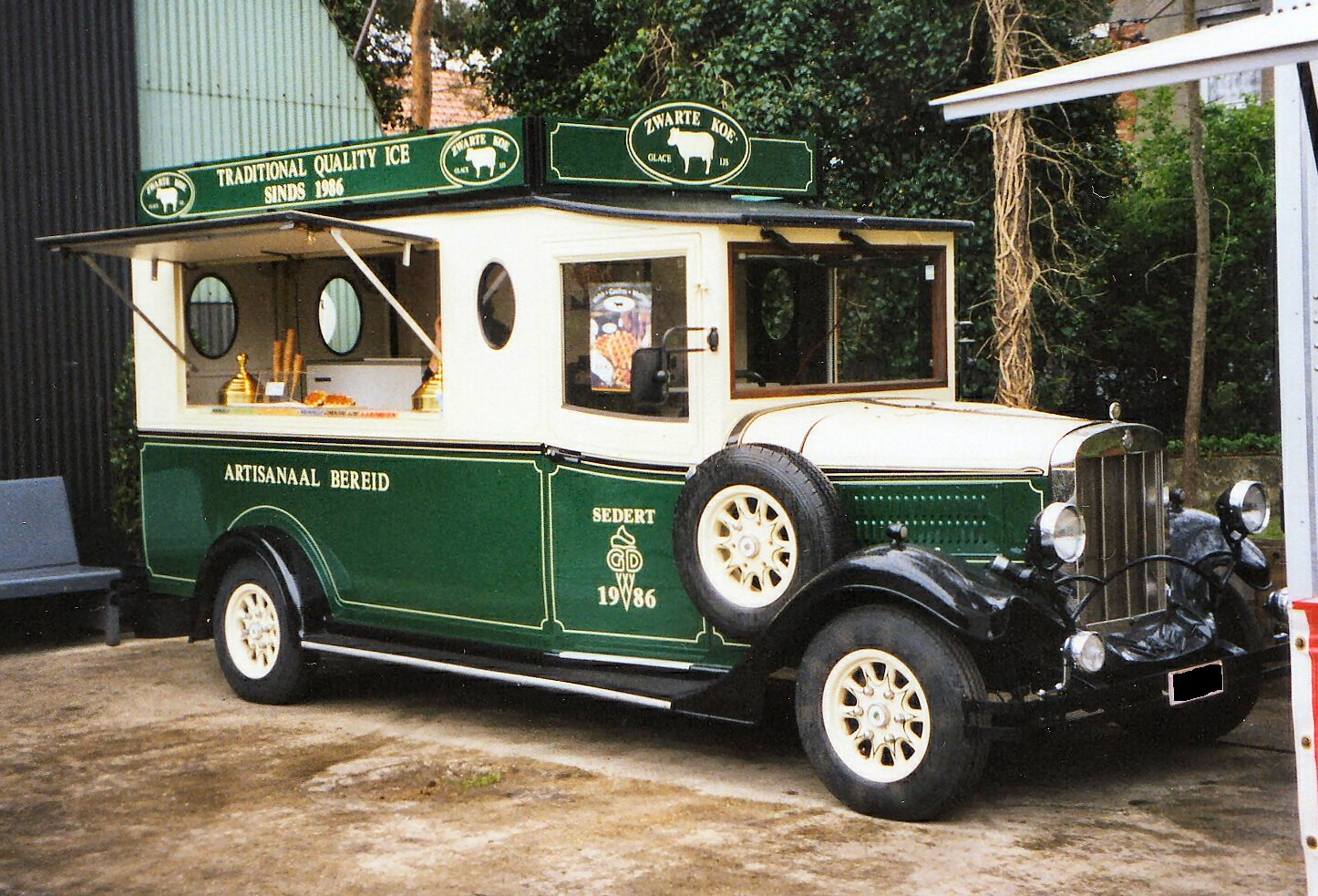
Asquith, Imbisswagen